# Ron Harper Jr.

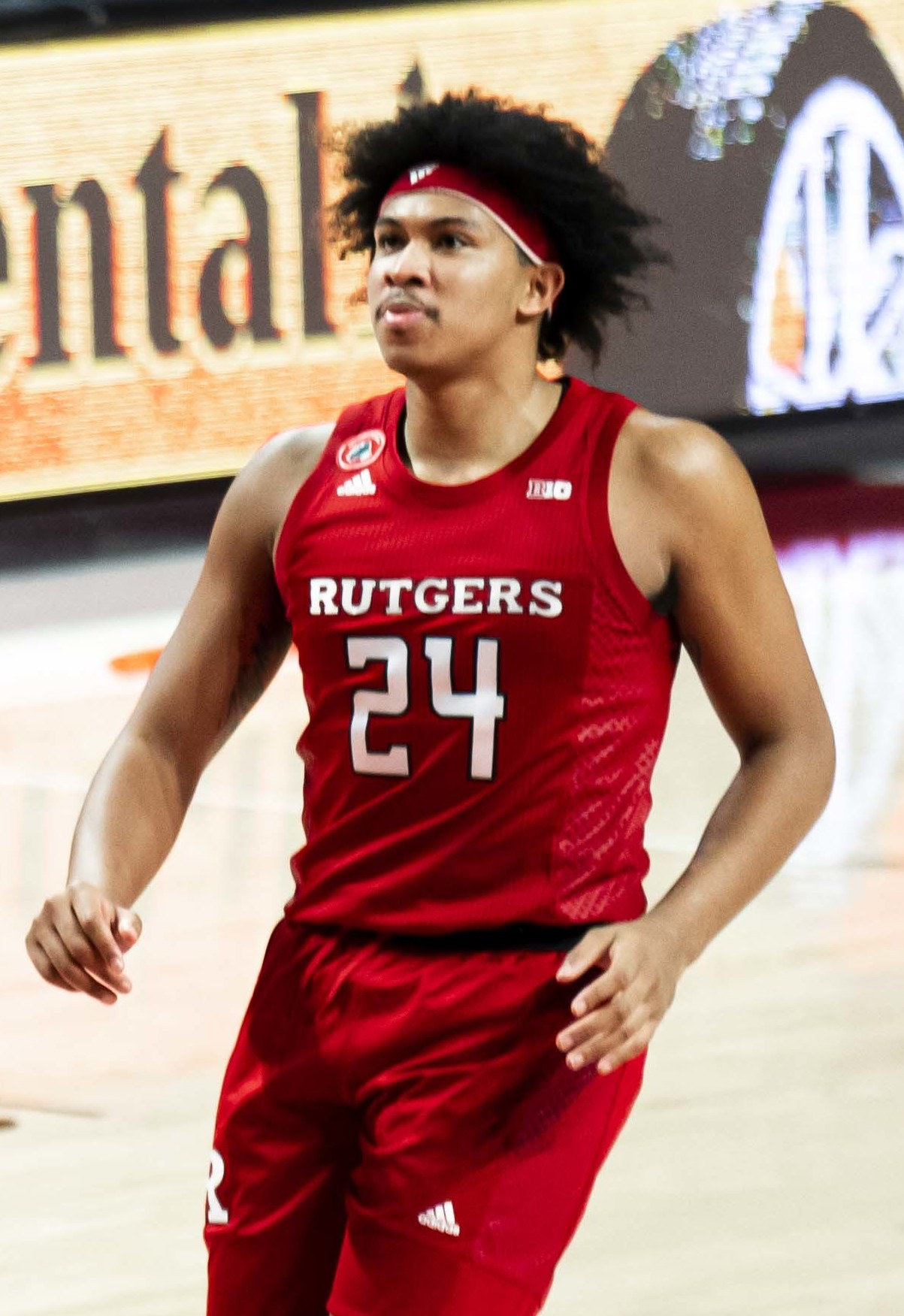
Ron Harper Jr., 2020.

Ronald "Ron" Harper Jr., född 12 april 2000 i Paterson i New Jersey, är en amerikansk professionell basketspelare (SG/SF) som spelar för Boston Celtics i National Basketball Association (NBA). Han har tidigare spelat för Toronto Raptors och Detroit Pistons.
Harper blev aldrig NBA-draftad.
Innan han blev proffs studerade Harper på Rutgers University, New Brunswick och spelade för deras idrottsförening Rutgers Scarlet Knights.
Han är son till Ron Harper.